# Lennart Lindroos
Karl Gustaf Lennart Lindroos (* 23. Februar 1886 oder 2. Dezember 1886 in Helsinki; † 26. Juli 1921) war ein finnischer Schwimmer.
Bei den Olympischen Spielen 1912 in Stockholm war er Mitglied der finnischen Olympiamannschaft. Er ging über die beiden Bruststrecken an den Start und erreichte jeweils das Halbfinale.
Lindroos starb im Alter von nur 35 Jahren. Sein Grab befindet sich auf dem Friedhof Sandudd in Helsingfors.